# Франциск Ассизский
Франци́ск Асси́зский (лат. Franciscus Assisiensis, итал. Francesco d'Assisi, Джованни Франческо ди Пьетро Бернардоне, итал. Giovanni Francesco di Pietro Bernardone; 1181 или 1182 — 3 октября 1226) — католический святой, почитаемый в качестве богослова и философа также многими христианами других конфессий, включая восточных, православных христиан, учредитель названного его именем нищенствующего ордена — ордена францисканцев (1209). Знаменует собой перелом в истории аскетического идеала, а потому и новую эпоху в истории монашества Дальнего Запада, Западной Европы.
Художественно-символически изображается в коричневой монашеской рясе, подпоясанной верёвкой с тремя узлами, символами трёх данных им обетов: нестяжания, целомудрия и послушания, и имеющим стигматы (раны Христа): на ладонях, ступнях и под ребром.

## Исторический контекст
Старое монашество в своём отречении от мира возлагало на отдельного монаха обет бедности, но это не помешало монастырям сделаться крупными поземельными собственниками, а аббатам — соперничать в богатстве и роскоши с купцами и князьями. Франциск углубил идею бедности: из отрицательного признака отречения от мира он возвёл её в положительный, жизненный идеал, который вытекал из идеи следования примеру бедного Христа. Вместе с этим Франциск преобразил и само назначение монашества, заменив монаха-отшельника апостолом-миссионером, который, отрёкшись внутренне от мира, остаётся в мире, чтобы среди него призывать людей к миру и покаянию.
Старое землевладельческое монашество соответствовало аграрному периоду Западной Европы; но возникли города, с густым населением из богатых и бедных — и к ним-то обратились ученики Франциска, проповедуя одним в назидание, другим в утешение «бедное житьё», как идеал «евангельского совершенства». Как проповедник «бедного житья», Франциск имел предшественников. Богатство клира давно вызывало протест как со стороны блюстителей аскетического идеала (Бернард Клервоский), так и со стороны противников клира (Арнольд Брешианский). Особенное сходство с Франциском представляет старший его современник, Вальдес из Лиона, от проповеди которого получила начало отпавшая впоследствии от католицизма секта валденцев.
Попытки историков разыскать нити, связующие Франциска с его предшественниками, привели, однако, лишь к гипотезам слабо основанным и притом ненужным, так как стремления Франциска могут быть вполне удовлетворительно объяснены его личностью и духом его времени. Мысль о добровольной бедности «по Евангелию» легко могла самостоятельно зародиться как у богатого лионского банкира, так и у расточительного сына зажиточного купца в провинциальном итальянском городке; но проповедь того и другого приняла различное направление, что зависело как от среды и обстоятельств жизни, так и от личности обоих.

## Личность Франциска Ассизского

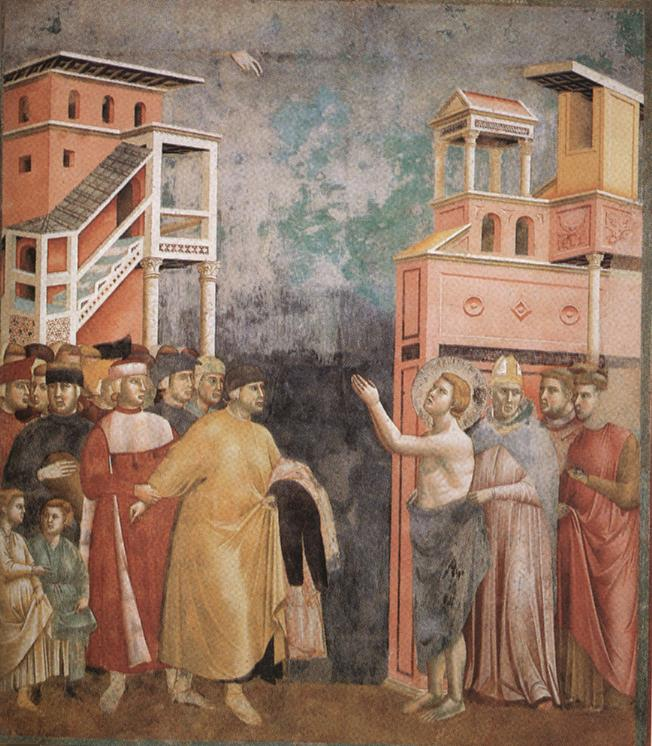
Франциск Ассизский отказывается от имущества.
Джотто. Фреска в церкви Сан-Франческо в Ассизи

Хотя первые жития о Франциске написаны тотчас после его смерти, когда было в живых ещё много очевидцев его первых шагов к идеалу, однако, ввиду назидательной цели, авторы этих житий мало заботились о точном установлении биографических данных своего героя. Самая скудость этих данных открыла простор благочестивому и поэтическому вымыслу; действительный образ Франциска закрыт от нас легендарным, в созидании которого принимала участие не только богословская литература житий, но и народная фантазия (Fioretti). Но если историк, ищущий достоверных фактов, испытывает затруднения в лабиринте накопившихся сказаний, то биограф Франциска не может жаловаться на творчество легенды, так как оно лишь ярче осветило коренные свойства его личности.
Основным свойством Франциска было живое, отзывчивое чувство сострадания. Это чувство не привело его к мировой скорби; под влиянием его жизнерадостной натуры и поэтического чутья, чаявшего живую душу во всем живущем, сострадание преобразилось в нём в любвеобильное сочувствие, охватывавшее всю природу, одушевлённую и неодушевлённую, везде представлявшую ему, по словам его гимна, братьев и сестёр. Образ нищего и страдающего Христа, призывающего всех следовать за ним, стал для Франциска источником откровения, дал содержание его личной жизни и направление его деятельности; принесши покаяние, то есть оторвавшись от мира, он признал своей задачей призывать и других к такому же покаянию, чтобы следовать за нищим, странствующим Христом.
Проповедь такого идеала не могла не приводить Франциска к столкновению с духовенством и курией (согласно П. А. Флоренскому, Франциска Ассизского канонизировали ради иммунизации «по той простой причине, что вовремя не спохватились его сжечь»). Глубокое смирение, проявлявшееся в наивно-трогательных формах и, однако, бывшее плодом усиленной умственной работы над собой, позволяло Франциску оставаться в среде церкви.
Неспособный кого-либо осуждать, Франциск не мог сделаться реформатором; его призыв к евангельскому совершенству не стал, как у вальденсов, поводом к разрыву с папством, а, напротив, привёл к усилению религиозного энтузиазма в пределах католической церкви.
По преданию, Франциск совершил много чудес, он исцелял слепых, воскрешал мёртвых, лечил паралитиков, ревматиков, прокажённых, больных водянкой.

## Биография

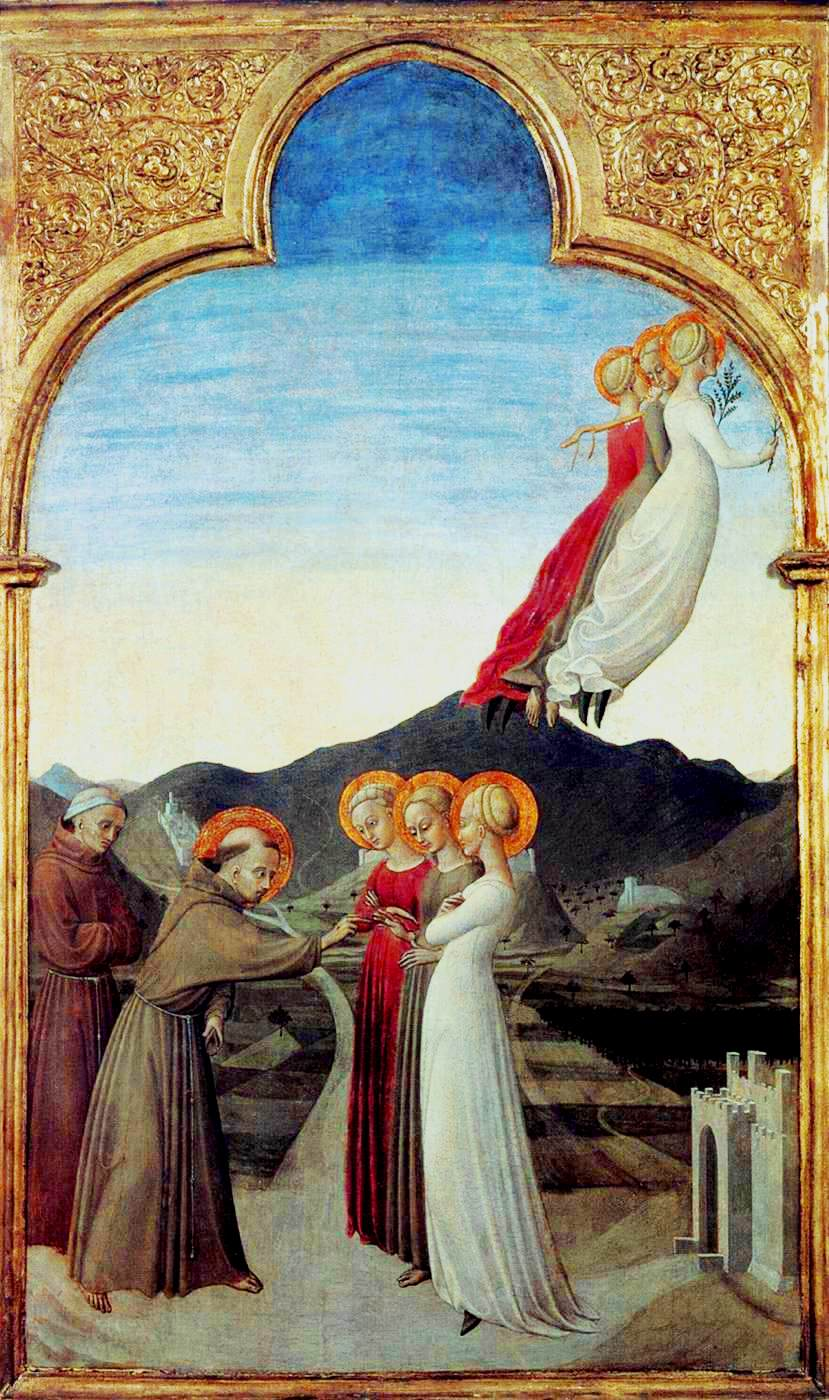
Сассетта. Обручение Святого Франциска с Госпожой Бедностью. Между 1437 и 1444 гг. Холст, масло. Музей Конде, Шантийи

### Юность
Родился в зажиточной семье пополанов. Отец Франциска, по имени Пьетро де Бернардоне деи Морикони, торговал шёлком — дорогим международным товаром. Торговые обороты побуждали Бернардоне совершать частые поездки во Францию, в память которой он и назвал своего сына Франциском. Франциск знал песни трубадуров и часто распевал их на французском языке. О матери Франциска Пике де Бурлемонт мало что известно кроме того, что она была дворянкой из Прованса.
Пьетро был по делам бизнеса во Франции когда Франциск родился в Ассизи, и Пика крестила сына под именем Джованни. Когда вернулся отец, он дал новорождённому сыну имя Франческо (то есть «француз») возможно, в честь своего коммерческого успеха и своей любви ко всему французскому.
Он был единственным сыном в семье, в которой было ещё шесть дочерей; родители ни в чём ему не отказывали. Юношей он вёл разгульную жизнь с молодёжью своего города, которая выбирала его «царём» пирушек. Родители не мешали сыну, гордились его знакомством с дворянской молодёжью; мать Франциска не скрывала, что ожидает для сына славного будущего. И сам Франциск в это время не был лишён тщеславия: источники говорят, что он не хотел, чтобы «кто-либо его превосходил». Франциск принял участие в войне между Ассизи и Перуджей, был взят в плен, но не утратил своей весёлости и уверенности в своём великом будущем. Он вынес тяжёлую болезнь, но по выздоровлении стал вести прежний образ жизни и предпринял с молодыми рыцарями поход в Южную Италию в пользу папы.
С первого же ночлега Франциск вернулся; по сказанию, он видел сон, направивший его на другой путь. Очевидно, его сердце уже не удовлетворялось внешним блеском и указало ему путь к подвигам иного рода. Франциск всегда был очень щедр к нищим. Однажды, отвлечённый делом, он отказал одному из нищих, пристававших к нему именем «Господним», но затем, спохватившись, что если бы нищий попросил у него именем какого-нибудь земного сеньора, то он не отказал бы ему, он догнал нищего и одарил его.
Милостыня скоро получила для него другой, более высокий смысл. Отправившись в Рим на поклонение св. Петру, Франциск был возмущён скудными подаяниями на могиле первоапостола; он вынул из кармана целую горсть монет и звонко бросил их в окошечко под алтарём, к изумлению окружающих. Вышедши затем на паперть, он увидел там длинный ряд нищих, ожидавших подаяния. И тут, у гробницы апостола, нищенство преобразилось в глазах Франциска: он понял его духовный смысл для последователя Христа и апостолов. Обменявшись с одним из нищих одеждой, он стал в их ряды и до вечера пробыл с ними.
«Нищее житие» запало в его душу; его поэтическая фантазия создала из него идеальный образ. Как назревал в его душе этот образ, о том сохранился трогательный рассказ. Однажды Франциск возвращался с товарищами с роскошной пирушки. Они шли с песнями впереди; он шёл сзади молча, в глубоком раздумье. Вдруг сердце его наполнилось таким сладостным ощущением, что он не мог двинуться с места, хотя бы его «стали резать на куски». Товарищи в изумлении его окружили, спрашивая, о чём он задумался, не намерен ли он жениться? «Вы правду сказали», — был ответ: — «я задумал взять невесту, более благородную, богатую и красивую, чем вам когда-либо приходилось видеть». Великий художник, воодушевлённый памятью о Франциске, изобразил в своих фресках его затаённую мысль. На стене Ассизского собора Джотто изобразил венчание Франциска с красивой, но исхудалой женщиной в изорванном платье; на неё лает собака, дети замахиваются на неё палкой и бросают в неё каменья, но Христос благословляет её с неба — это венчание Франциска с бедностью.
Но были на глазах Франциска люди ещё более жалкие, чем нищие — прокажённые, которых в то время было так много, что за воротами почти каждого города можно было найти особое здание, предназначенное для этих несчастных. Долго они внушали ужас жизнерадостному юноше; но он поборол в себе отвращение к ним. Житие рассказывает, как Франциск, встретив по дороге в Рим прокажённого, не ограничился тем, что бросил ему монету, а слез с лошади, вручил больному монету, поцеловал ему руку и получил от него «поцелуй мира». Другой рассказ описывает, как Франциск сам отправился в приют для прокажённых, взяв с собой много денег, и, подав каждому из них милостыню, долгое время пробыл с ними. Сам Франциск в своём завещании ведёт начало «своего покаяния» с этого посещения прокажённых, заявляя, что пока он жил в грехе, вид прокажённых был ему неприятен, но Господь повёл его к ним, после чего то, что для него было горьким, стало сладким.

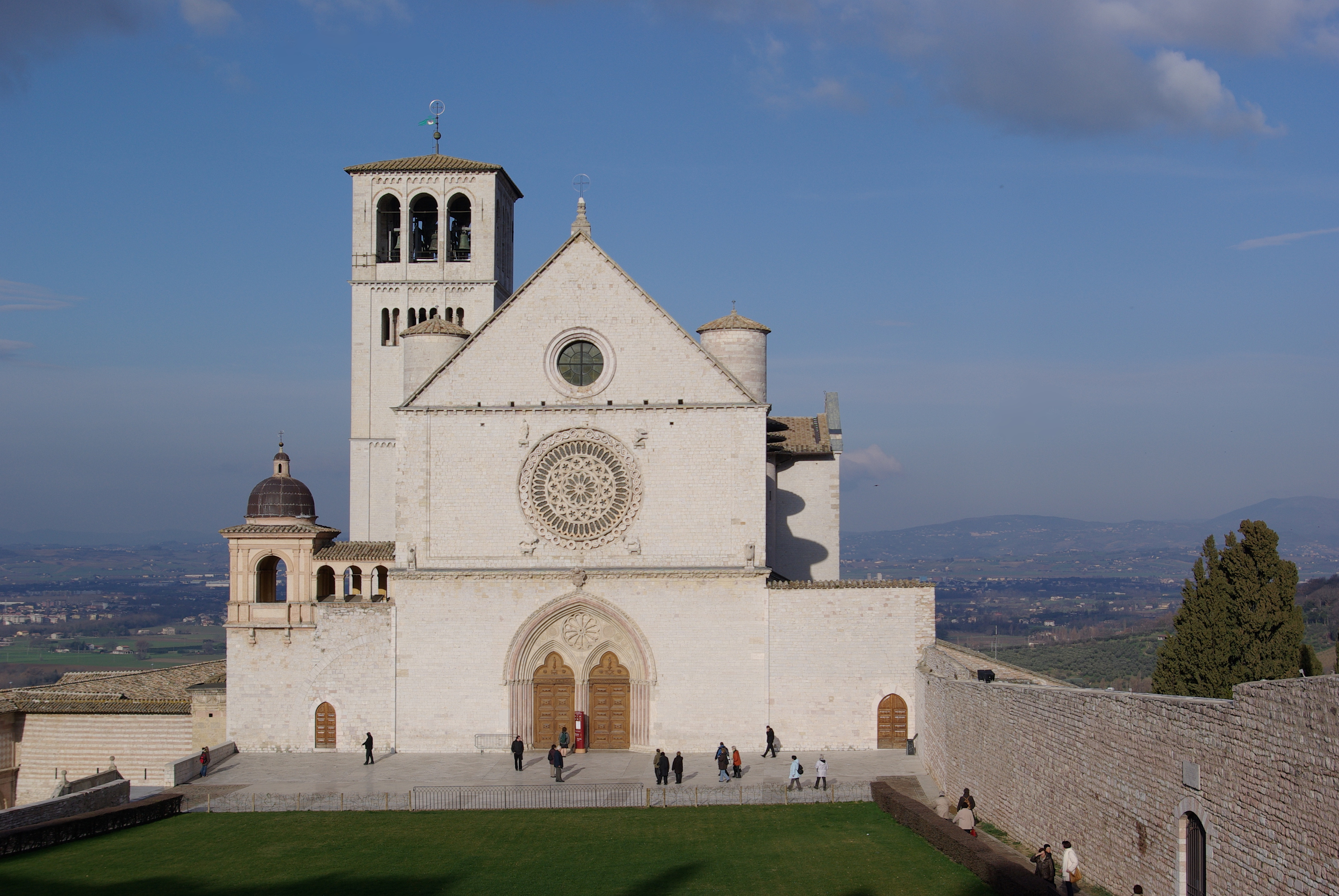
Церковь Сан-Франческо в Ассизи

Конечно, не одно какое-либо впечатление или душевное потрясение совершило перелом в жизни Франциска: его настроение менялось постепенно. Он стал искать уединения; особенно привлекали его одинокие запущенные церкви за городом. В одной из них, церкви св. Дамиана, он однажды долго пребывал в горячей молитве перед распятием и, по воспоминаниям его «трёх (ранних) товарищей», «с этого часа сердце его восприяло рану и истаяло, памятуя Господни страсти».

### Начало служения
Событием, ускорившим неизбежный перелом в жизни Франциска, было столкновение с отцом. Франциск испытывал к ветхим и заброшенным церквям и капеллам жалость, как к одушевлённым существам. Желая поддержать церковь св. Дамиана, Франциск в отсутствие отца забрал лучшего товара и повёз его в Фолиньо для продажи. Продав там вместе с тем и лошадь, Франциск принёс вырученные деньги священнику, и когда тот, боясь гнева отца Франциска, отказался принять их, Франциск бросил свой кошелёк на подоконник и остался при церкви. Узнав о гневе отца, Франциск долго скрывался в окрестных пещерах. Когда он вернулся домой, отец избил его и запер; но в отсутствие отца мать отпустила сына, и он навсегда ушёл из родительского дома. Бернардоне обратился к властям с требованием возвратить ему сына и похищенные им деньги; но Франциск заявил, что он стал слугой Господа и светским судьям неподсуден. Бернардоне обратился с жалобой к епископу. На суде епископа Франциск, по его требованию, не только возвратил деньги, но снял с себя полученную от отца одежду, объявив, что впредь будет считать отцом своим не Петра Бернардоне, а Небесного Отца. Это отречение от всякой собственности наполнило его сердце великой радостью. Получив от слуги епископа простую одежду, Франциск отправился в соседний лес, громко распевая французские песенки. На вопрос встретившихся разбойников он ответил, что он «вестник Великого Господа». Это случилось в 1207 году.
Два года провёл Франциск в окрестностях Ассизи, занимаясь, кроме молитвы, починкой церквей, для чего выпрашивал камни; особенно стала ему дорога полуразрушенная капелла Святой Девы, под названием Порциункола. Исправив её, Франциск устроил для себя возле неё шалаш. Питался он объедками, которые собирал по городу в обеденное время. Многие стали его считать помешанным, но к его бедному житью присоединился богатый гражданин Бернард де Квинтавалле, который, согласно с Евангелием, распродал своё имущество и раздал бедным; присоединились и другие. В одежде странников они ходили по соседним городам и деревням, призывая к миру и покаянию. На вопрос, кто они такие, они отвечали: «кающиеся грешники»; но они были бодры духом, называя себя «ликующими в Господе» или «потешниками Господа». Иные из них, как и сам Франциск, занимались ручным трудом, при случае помогая крестьянам в сельских работах, но денег не принимали, довольствуясь лишь скромной трапезой.
1209 год отмечен источниками как новая дата в жизни Франциска. В своей капелле за литургией он услышал слова, с которыми Христос послал своих учеников проповедовать о наступлении Царства Небесного: «Не берите с собой ни золота, ни серебра, ни меди в пояса свои, ни сумы на дорогу, ни двух одежд, ни обуви, ни посоха» (Мф. 10:9-10). Франциск просил священника повторить и разъяснить ему латинский текст и, вникнув в смысл его, с восторгом воскликнул: «Вот чего я хочу!» Он снял с ног обувь, бросил посох и опоясался верёвкой. Нищее житие превратилось для него в апостолат, из нищего странника и отшельника он стал проповедником. Не раз ещё потом на Франциска находило сомнение, что угоднее Богу — молитва или проповедь; но именно то, что молитва уступила проповеди, обусловило собой всемирно-историческое значение нового францисканского ордена.

### Основание ордена францисканцев
Число его учеников увеличилось, и он отправился в Рим просить у папы утверждения составленного им для своего братства устава. Текст этого устава не сохранился, но, вероятно, это было простое наставление братьям, составленное на основании подходящих евангельских текстов. Папой был тогда Иннокентий III. Знаменательный момент в истории представляет собой встреча этих двух людей, олицетворявших два различных мировоззрения, выросшие из одного корня: с одной стороны, наместник Христа, ставший владыкой мира, раздававший царские короны, представитель авторитета и власти, — а перед ним последователь Христа, босоногий нищий, в одежде пастуха, проповедник любви и смирения. О самой встрече не сохранилось точных известий, но она сильно занимала воображение современников и потомков и породила много характерных рассказов. С одной стороны, францисканские легенды повествуют о том, с каким пренебрежением папа отнёсся к нищему и как потом в сновидениях познал его великое значение для церкви: то из-под ног папы вырастает пальма до небес, то папа видит, как монах подпирает плечом наклонившийся Латеранский собор; или Франциск наяву убеждает папу поэтической притчей о сыновьях бедной женщины в пустыне, которые оказались царскими сыновьями и были признаны своим отцом. С другой стороны, мы имеем повествование бенедиктинского летописца, в котором слышится и пренебрежение к нищенскому житью Франциска, и признание его смирения: папа был так поражён грязным видом Франциска, что послал его к свиньям; но, когда Франциск, буквально исполнив совет, вернулся ещё грязнее с просьбой теперь исполнить его мольбу, то Иннокентий, растроганный таким смирением, отнёсся к нему милостиво.
Одному из кардиналов приписывается такое возражение тем, кто находил «нищее житие» новшеством, превышающим силы человека: «Утверждать, что евангельское совершенство, то есть обет жить по Евангелию, дело новое, неразумное или невозможное, разве это не хула против Христа, давшего нам Евангелие?» Эти слова ярко освещают проблему, перед которой стояла тогда римская курия. Бедность Христа и апостолов давно уже выставлялась как укор духовенству и как знамя церковной реформы; но церковь, став земным, политическим учреждением, не могла следовать по указанному ей пути. По мере того как она проникалась аскетическим духом, установив безбрачие духовенства, её власть над миром росла и её мирские средства умножались.
С другой стороны, ревнители бедности Христовой, не найдя удовлетворения в пределах церкви, отпали от неё и сделались её врагами. В дни Франциска южная Франция и северная Италия кишели еретиками, державшимися учения о евангельском совершенстве. Иннокентий III, который в звании кардинала красноречиво писал о суетности мира и о презрении к его благам, был способен оценить силу аскетического идеала; он был притом политик и не хотел повторить ошибки своего предшественника, прогнавшего от себя Вальденса и «лионских бедных». Напротив, он старался превратить их в «католических бедных», и с этой целью только что милостиво принял в Риме Дурандо де Гуеска с «братьями». Так поступил Иннокентий III и с Франциском и его товарищами, признав за ними право проповеди бедного житья. В то же время он принял их на службу церкви, взяв с Франциска клятву послушания папе и дав его спутникам тонзуру, сделавшую их клириками.

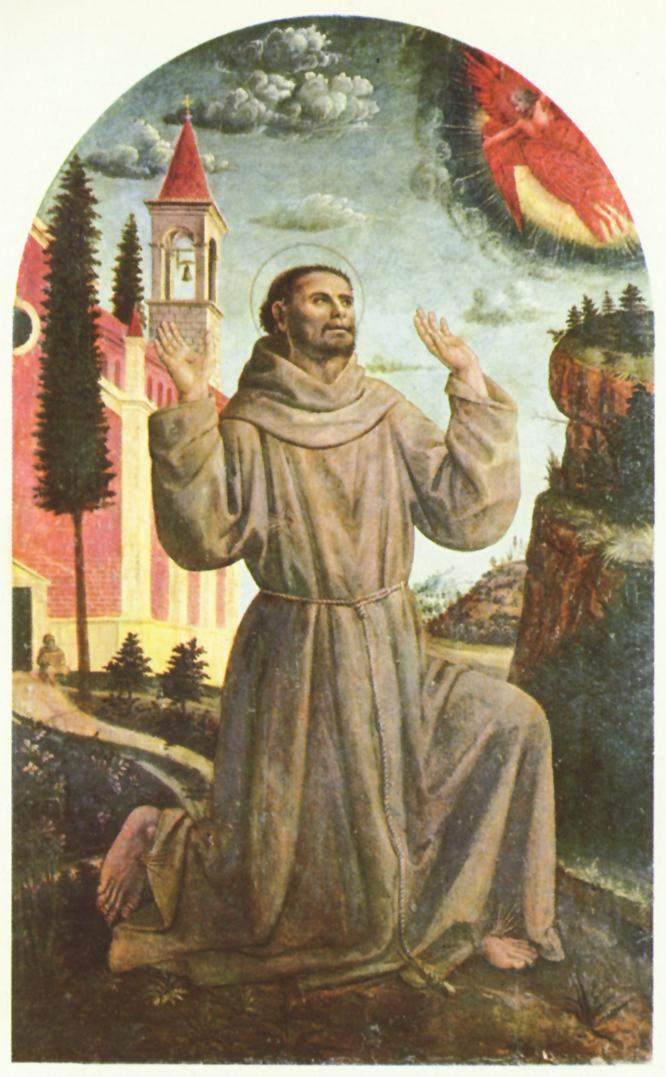
Винченцо Фоппа, Святой Франциск принимает стигматы. Пинакотека Брера, Милан

### Распространение францисканцев по Европе
С этого времени число францисканцев быстро растёт, и они собираются обратить все народы. Для этой цели были организованы небольшие миссии, поставленные под начало одного из братьев, называвшегося «министром», то есть меньшим братом. То же стремление к служению побудило Франциска присвоить своим последователям название миноритов — меньших.
В романских странах, Франции и Испании, миссии не встречали особых препятствий; но в венгерских степях пастухи травили пришельцев собаками и прокалывали их одежду заострёнными палками, которыми загоняли свои табуны. Из южной Германии первая миссия вернулась ни с чем; следовавшая за ней миссия, похождения которой описаны очевидцем, также встречала большие затруднения. Неустрашимые францисканцы, однако, не останавливались ни перед какой опасностью и проникли даже в Марокко, где стали первыми мучениками своего ордена.
Как далеко ни уходили францисканцы, их тянуло к Франциску, и в Троицын день они возвращались к его шалашу близ часовенки Порциункулы, где на время своего пребывания строили и для себя шалаши. Так возникли так называемые генеральные капитулы, то есть сборы всех членов общины. О первых собраниях нет точных данных, но о собрании 1219 года сохранилась молва, что братьев собралось 5000, и все они прожили около Франциска неделю, питаясь приношениями окрестных жителей, так велико уже было почтение народа к Франциску. В 1212 году к Франциску явилась 18-летняя Клара Ассизская, дочь соседнего помещика Оффредуччо, и тайком от родных приняла от Франциска пострижение, к ней присоединилась её 14-летняя сестра Агнесса, несмотря на угрозы и побои родни. Франциск поместил их у бенедиктинок, а потом отдал в их распоряжение церковь св. Дамиана, где и возникла женская община бедных сестёр, из которой развился женский орден Клариссин. К бедному житью стали примыкать и многие миряне. Идея бедного житья стала так популярна, что Доминик, учредитель названного его именем ордена братьев-проповедников, видоизменил составленный для них устав по типу францисканского и превратил доминиканский орден в нищенствующий.

### Отношения Франциска и Римской Церкви
При Гонории III в отношениях Римской курии с Франциском выступает на первый план кардинал Гуго или Уголино, впоследствии папа Григорий IX. Официальные источники повествуют о самых дружественных отношениях между Уголино и Франциском, но вместе с тем с этой поры все более и более ощущается влияние курии на судьбу дела Франциска. Община так разрослась, что нужно было подумать о её организации. Полный энтузиазма и любви ко всем, Франциск этим мало интересовался, но тем более заботились о том члены курии, которая уже при самом начале обязала братьев к послушанию Франциску, а его самого к повиновению папе. Для общины последователей бедного Христа наступила критическая эпоха, из которой она вышла преобразованной в монашеский орден. Отдельные эпизоды этого кризиса скрыты от нас.
Биографы Франциска, писавшие под свежим впечатлением его немедленной канонизации, не были расположены говорить об антагонизме между римской курией и святым; они, напротив, сообщают, что сам Франциск просил папу назначить Уголино попечителем его братства и мотивировал это тем, что он не желает своими делами беспокоить главу церкви. Новый руководитель братства несомненно любил и уважал Франциска — он целовал ему руки, ходил за ним в болезни, сочувствовал его идеалу; но, как представитель церкви и как правитель, он старался приладить этот идеал к житейской действительности.

### Кризис ордена
Не менее важно для судьбы братства было и то, что теперь и в его среде были люди, которым идеал Франциска казался слишком суровым, и которые требовали уступок и смягчений. Эти умеренные искали опоры у кардинала. Некоторые источники выставляют главой недовольных Илью Кортонского и рассказывают, что Илья в 1219 году пытался повлиять через Уголино на Франциска, чтобы добиться изменения францисканских правил в духе других монашеских орденов; Уголино от своего имени высказал Франциску это желание, но встретил сильный отпор.
Наступление кризиса было ускорено отлучкой Франциска. Он давно уже порывался проповедовать вне Италии; его особенно тянуло во Францию, но кардинал не пускал его, утверждая, что он нужен дома. В 1219 году Франциска уже нельзя было удержать. Крестоносцы в это время захватили Дамьетту в Египте, и Франциск решился обратить в христианство тамошнего султана. Отправляясь за море, Франциск передал руководство общиной двум назначенным им братьям. Тотчас по отъезде Франциска начался раздор среди общины; когда распространилась молва о его смерти, заместители его, принадлежавшие к ревнителям сурового идеала, устроили собрание, на которое пригласили только своих единомышленников, и установили три постных дня в неделю вместо двух. Другие братья пытались захватить в свои руки заведование женскими монастырями или приютами для прокажённых и добивались полномочий для своих планов со стороны курии. Франциск, между тем, проник в лагерь мамелюков, где его чуть не убили, так как за голову каждого христианина уплачивался золотой.
Убедившись в бесплодности своей попытки, Франциск отправился со своими спутниками в Сирию, где его настиг монах, посланный за ним партией недовольных новшествами. Франциск тотчас вернулся и уже на пути к Ассизи, в Болонье, испытал, как трудно удержать братию на высоте указанного им идеала. С образом бездомного, странствующего Христа было несовместимо проживание братьев в собственных домах, — а именно такой дом он нашёл в Болонье. Сильно возмущённый, Франциск потребовал разорения дома, но находившийся в Болонье Уголино возразил ему, что дом не составляет собственности братьев, а принадлежит римской церкви. То же испытал Франциск в самом Ассизи; здесь он даже влез на крышу и стал скидывать черепицы, но городская стража его остановила, объявив, что дом этот составляет городскую собственность. Франциск поспешил в Рим, настоял на отмене новшеств, введённых в его отсутствие, и помешал возведению нескольких братьев на высокие церковные должности. «Потому они и называются миноритами, — сказал Франциск, — чтобы никогда не возноситься». Но он не мог остановить других распоряжений курии, существенно изменявших характер братства.

### Формализация и структуризация ордена францисканцев
Булла 1220 года положила конец свободному входу в братство и выходу из него. Желавшие вступить в братство Франциска должны были находиться год на испытании, но по принятии их в братство уже не имели права уйти. Свободная община добровольных последователей Христа превращалась в замкнутый монашеский орден. Ещё более противоречила видам Франциска булла 1222 года, предоставлявшая францисканцам привилегию служить обедню в своих собственных церквах, если у них таковые будут, даже во время интердикта. В том же году одному из нищих братьев в первый раз поручается дисциплинарная власть над местным епископом (в Португалии).
Одновременно с этим усиливается и в самом братстве стремление уклониться от первоначального идеала. При большом числе новых братьев не всем было по силам вечно странствовать с нищенской сумой, тем более, что при большом распространении ордена уже различие климата заставляло отступать от первоначального обычая: так, ещё до 1220 года перестали соблюдать предписание не иметь двух одежд. Всё это вызвало пересмотр первого составленного Франциском правила (regula), не дошедшего до нас. В составлении нового правила 1221 года Франциску помогали другие, но оно ещё носит печать его личности. Два года спустя понадобилось новое правило, приближающееся к обычной форме уставов других монашеских орденов.
Христолюбивое странствующее братство Франциска превратилось в централизованный и оседлый францисканский орден. Во главе его стоит генеральный министр, только ему предоставлено право разрешать проповедь братьям. Над областями поставлены провинциальные министры; в первый раз упоминаются кустоды, то есть заведующие отдельными общинами. Главное новшество заключается в постановлении, чтобы вместо ежегодных собраний братьев в Троицын день происходили через каждые три года съезды одних лишь провинциальных министров и кустодов, для обсуждения действий генерального министра и переизбрания его.
Изменилось и положение самого Франциска в ордене. По возвращении из Сирии он отказался быть министром и слугой всего братства и поставил на своё место сопровождавшего его на Восток Петра Катанского. Пётр скончался полгода спустя, но его место, по-видимому, тотчас занял Илья Кортонский: по крайней мере на генеральном капитуле 1223 года председательствовал Илья, Франциск же сидел у его ног, от времени до времени шепча ему на ухо, после чего Илья громко объявлял: «Брат наш заявляет братьям» и т. д.
В составлении правила 1223 года Илья, по совещании с Уголино, вероятно играл существенную роль. Источники называют его то викарием, то генеральным министром. Франциск прожил ещё 3 года после издания правила 1223 года, пользуясь прежним уважением, но не имея влияния на руководство орденом. Он не одобрял господствовавшего в ордене направления, но, преклоняясь перед авторитетом церкви и связанный обетом послушания, не восставал против него. Однако, вся его собственная жизнь была протестом против искажения дорогого ему идеала.

### Последние годы жизни Франциска Ассизского
Однажды послушник, получивший от генерального министра разрешение иметь псалтырь, пришёл к Франциску, испрашивая и его согласия на это. Франциск, боявшийся книжной мудрости и отвергавший собственность, сказал послушнику, что, получив псалтырь, он захочет иметь и молитвенник (бревиарий), а после того усядется как важный прелат и скажет товарищу: «Принеси мне мой бревиарий». Затем Франциск нагнулся, схватил горсть пепла и посыпал им голову монаха, приговаривая: «Вот тебе бревиарий, вот тебе бревиарий». Несколько дней спустя монах снова заговорил о своей псалтыри. Франциск ответил ему: «Делай то, что тебе сказал твой министр», но затем, одумавшись, догнал монаха и просил повести его на то место, где он велел монаху исполнить слова министра. Когда они пришли туда, Франциск сделал земной поклон перед монахом и сказал: «Прости меня, брат, ибо тот, кто хочет быть министром, не должен иметь ничего, кроме своей одежды».
Этот рассказ слишком простодушен, чтобы можно было его считать позднейшим вымыслом. Существует, впрочем, и документ, неопровержимо доказывающий, что Франциск в последние годы осуждал направление, принятое орденом. Это завещание Франциска; оно состоит из увещаний и наставлений и представляет, можно сказать, сплошной протест против превращения нищего смиренного братства Христова в могущественный монашеский орден.

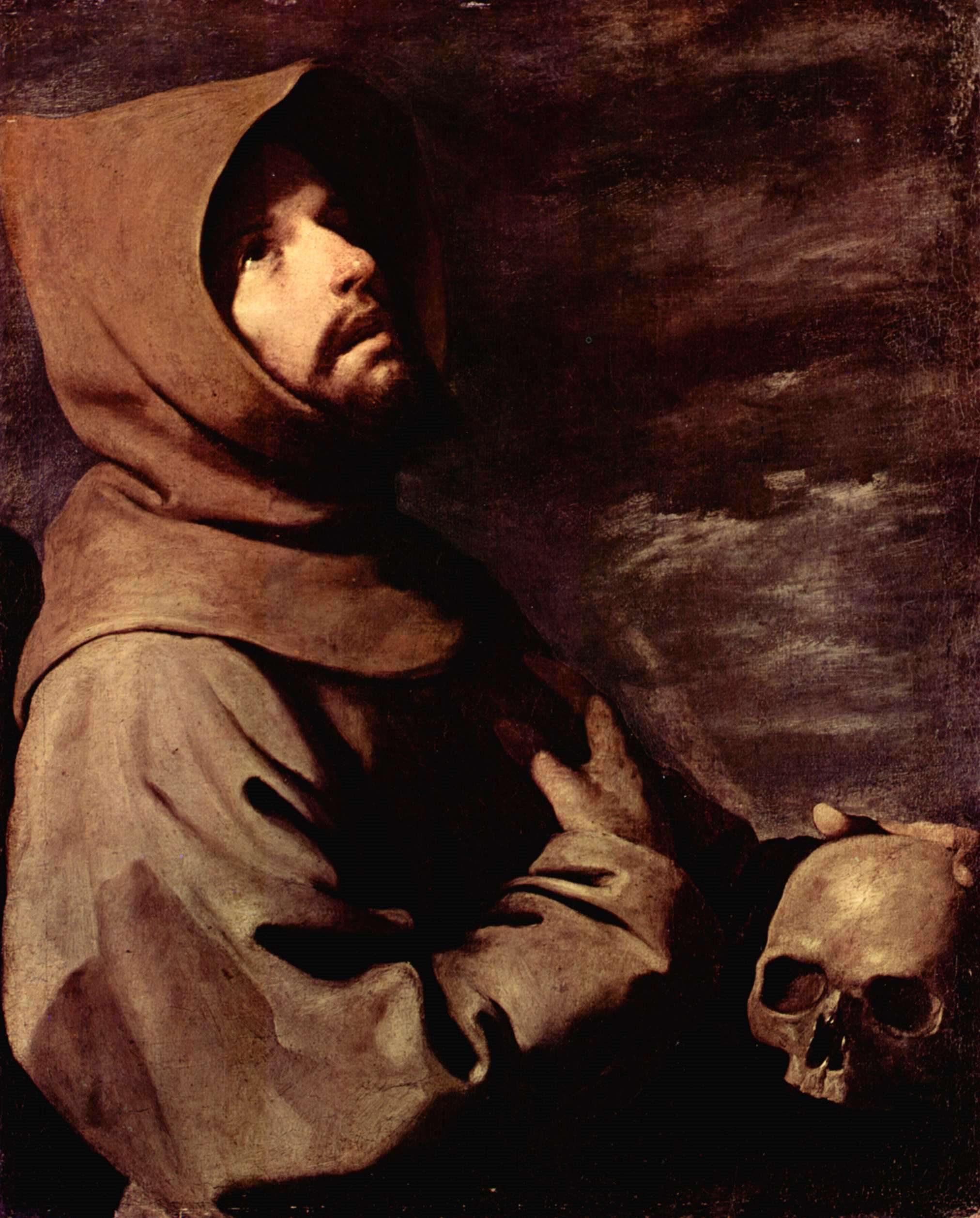
Франсиско де Сурбаран, Святой Франциск, 1658. Старая пинакотека, Мюнхен

Освобождённый от забот об ордене, Франциск мог снова предаться странствованию и одинокой молитве. Как и в начале, образ Христа совершенно поглощает всё его внимание. Воспоминания о Христе то вызывают во Франциске радость и блаженство, высказываемые в детски наивных формах, то рыдания и стоны.
Изобразить в своей жизни земное странствие Спасителя, пережить все знаменательные моменты Его жизни — вот на что устремлены все помыслы Франциска. Он устраивает в лесу близ Греччио «живую картину» Рождества Христова (ясли, вол, осёл, кругом молящиеся пастухи и крестьяне). Устройство таких яслей в день Рождества в церквах входит с этого времени в обычай в Италии.
Под влиянием той же мысли Франциск отправляется в 1224 году с ближайшими товарищами на высокую вершину Ла Верна, в верховьях Арно, где проводит время, поодаль от братьев, в посте и уединённой молитве. Здесь в утро Воздвижения Св. Креста Франциск имел видение, после которого на его руках и ногах, по преданию, остались стигматы, то есть изображения головок и концов гвоздей распятого Христа.
Критические историки дают различное объяснение известию о стигматах. Газе, имея в виду, что впервые о стигматах стало известно из окружного послания преемника Франциска, Ильи, считает его виновником легенды. Гаусрат полагает, что Франциск, желая вполне пережить страсти Христовы, сам нанёс себе раны, скрывая их при жизни от товарищей. Сабатье, считая стигматы реальным фактом, ищет объяснение в таинственных проявлениях экстаза и «душевной патологии». Повествование о видении и стигматах Франциска много содействовало представлению о нём позднейшей живописи, изображавшей его в экстазе и со страданием на лице.
Несмотря на то, что Франциск действительно считал своим призванием «оплакивать по всему свету страдания Христа» и несмотря на собственные тяжёлые страдания в последние два года жизни, Франциск до конца сохранил своё поэтическое воззрение на мир. Его братская любовь ко всякой твари составляет основание его поэзии. Он кормит зимой пчёл мёдом и вином, поднимает с дороги червяков, чтобы их не раздавили, выкупает ягнёнка, которого ведут на бойню, освобождает зайчонка, попавшегося в капкан, обращается с наставлениями к птицам в поле, просит «брата огня», когда ему делают прижигание, не причинять ему слишком много боли.

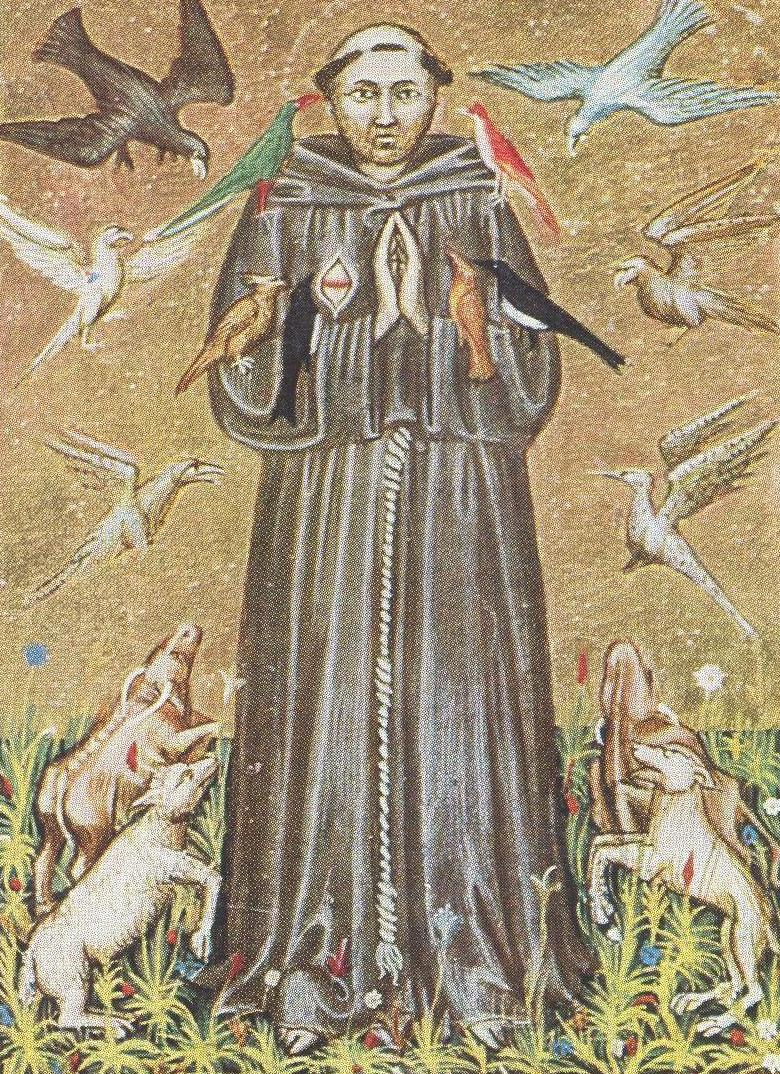
Франциск Ассизский. Миниатюра XIV века. Национальная библиотека (Рим).

Весь мир, со всеми в нём живыми существами и стихиями, превращался для Франциска в любящую семью, происходившую от одного отца и соединённую в любви к нему. Этот образ был источником, из которого вылилась его поэтическая «хвала» Господу со всеми Его творениями и паче всего с господином братом солнышком и т. д. На призыв Франциска радостно отозвались другие поэтические души среди братии — Фома (из) Челано, Якопоне из Тоди, автор Stabat Mater, и другие францисканские поэты. Преувеличенно, конечно, считать Франциска, как это делает Тоде, творцом итальянской поэзии и искусства и виновником Ренессанса; но нельзя не признать, что одушевление и подъём духа, проявившиеся во францисканских соборах и во фресках Джотто, были внушены смиренным и любящим последователем нищего Христа.
Одной стороной своего идеала — преемством нищенствующего, странствующего Христа — Франциск примыкал к аскетическому, средневековому, некультурному идеалу; но в преемство Христа, как его понимал Франциск, включалась и любовь к человеку. Благодаря этому аскетический идеал получил иное, новое, культурное назначение. «Господь призвал нас не столько для нашего спасения, сколько для спасения многих», — было девизом Франциска. Если в его идеал, как и в прежний монашеский, и входит отречение от мира, от земных благ и личного счастья, то это отречение сопровождается не презрением к миру, не брезгливым отчуждением от греховного и падшего человека, а жалостью к миру и состраданием к нищете и нуждам человека. Не бегство из мира становится задачей аскета, а возвращение в мир для спасения человека. Не созерцание идеального божеского царства в небесной выси составляет призвание монаха, а проповедь мира и любви, для установления и осуществления царства Божия на земле. В лице Франциска аскетический идеал средних веков принимает гуманитарный характер и протягивает руку гуманизму нового времени.
Я, ничтожный брат Франциск, желаю следовать примеру жизни и бедности высочайшего Господа нашего Иисуса Христа и Его Святейшей Матери, оставаясь верным этому до конца. И я прошу вас, госпожи мои, советую вам жить всегда этой святейшей жизнью в бедности. И тщательно остерегайтесь, чтобы никогда и никоим образом не отдаляться от неё по чьему-либо научению или совету.
Последние дни Франциска были очень мучительны; страдания его были облегчены уходом св. Клары и его собственным настроением. Он прибавил к своей Хвале Господа и всех творений строфу с хвалой «сестре нашей, телесной смерти», и не как аскет, а как поэт, закончил жизнь словами: «Жить и умереть мне одинаково сладко». Франциск скончался 3 октября 1226 года; уже два года спустя он был канонизован папой Григорием IX, бывшим кардиналом Уголино. На «райском холме» началась постройка великолепного готического собора имени нового святого; но не так желали почтить память «бедного Франциска» ближайшие его сердцу товарищи — и однажды ночью брат Леон, с другими, опрокинул и разбил столб с кружкой, поставленный генеральным министром Ильёй для сбора подаяний на построение храма св. Франциска. Так на могиле апостола мира возгорелась борьба из-за воплощённого им идеала.
Могила святого находится в нижней церкви Сан-Франческо в Ассизи в монастыре Сакро-Конвенто.

## Исследования биографии Франциска Ассизского
Разлад между идеалом Франциска и учреждением, им созданным, отразился и на истории его жизни. В момент смерти Франциска власть над орденом находилась в руках Ильи Кортонского, который правил им в духе Григория IX. Этот папа сам позаботился о составлении жития нового святого и поручил этот труд Фоме из Челано, который не был лично близок к Франциску, но был человеком поэтически одарённым. Житие Челано носит на себе черты своего полуофициального назначения; отношения Франциска к Илье представлены дружественными, роль ближайших товарищей Франциска осталась в тени. Назидательный характер легенды выступает очень сильно, а факты из мирской жизни Франциска крайне скудны.
Несколько лет спустя власть генерального министра перешла к представителям сурового идеала. Капитул 1244 года пригласил всех желающих из братьев записать свои воспоминания о Франциске и представить их генеральному министру Кресченцию. Тогда возникла легенда трёх товарищей, Леона, Ангела и Руфина, ближайших сподвижников Франциска. В этой легенде фактическая и человеческая сторона биографии Франциска выступает полнее и ярче. Ещё раз, однако, изменилось направление в ордене. Капитул 1266 года поручил генеральному министру, знаменитому францисканскому богослову Бонавентуре, составить новое житие и уничтожить все прежние, чтобы не было раздора из-за памяти Франциска. Это житие наиболее отделано в литературном отношении и обращает особенное внимание на чудеса Франциска. Литература о Франциске продолжала, однако, расти, принимая всё более легендарный характер.
В XIV в. Варфоломей Пизанский составил книгу: «О сходстве жизни блаженного Франциска с жизнью Господа Нашего Иисуса Христа», в которой указано 40 сходств. В следующем веке появилась громадная компиляция: «Зерцало жизни блаженного Франциска». Наряду с этой книжной литературой работало и народное воображение, на которое личность Франциска произвела глубокое впечатление. Так создались рассказы о Франциске, монашеские по происхождению и содержанию, но народные по языку и духу — так называемые Fioretti (Цветочки). (Слово fioretto в итальянском языке, помимо «цветочек», ещё означает и «обет» и «благочестивый поступок», что, вероятно, было бы более удачным переводом в данном контексте.)
В XVIII в. болландисты включили в своё почтенное издание «житий святых» и материал, касавшийся Франциска, обработанный Суисскеном (Acta Ss. Oct. II). Первая критическая биография Франциска составлена протестантским историком церкви, K. Hase («Fr. v. Assisi», 1856). Годовщина рождения Франциска в 1882 году снова оживила литературу о нём. Появились сочинения Bonghi (по-итальянски, 1884), Thode («Fr. v. As. und die Anfänge d. Kunst d. Renaissance», 1885), K. Muller, «Die Anfänge des Minoritenordens» (1885; автор особенно старался выяснить вопрос о правилах и пытался реконструировать из правила 1221 года древнейшее правило 1209—1210 годах).
Новую эпоху открыло сочинение протестантского пастора P. Sabatier, «Vie de S. François d’Assise» (П., 1894; до 1899 года — 24 издания). Необычайный успех книги в католической Франции объясняется, помимо талантливого изложения, как симпатичным, ярко очерченным образом Франциска, так и некоторым подновлением его в современном французском вкусе. Одобрение книги папой, а затем запрещение её, также содействовали её распространению. Обширное место отвёл Франциску и вызванному им движению Hausrath, в третьей части своего сочинения: «Weltverbesserer im Mittelalter» (1895), причислив его к арнольдистам, то есть последователям Арнольда Брешианского. Заслуга Сабатье не ограничивается литературно-художественным воспроизведением образа Франциска; она ещё значительнее в области критической и в разработке источников. Уже профессору G. Voigt’y удалось открыть и напечатать (в «Abh. d. Sächs. Gesell. d. Wiss.», V—VI, 1870) хронику минорита Иордана из Джиано, современника Франциска и одного из первых французских миссионеров, заключающую в себе несколько важных известий и определённых дат для жизни святого.
В 1880 году издано в Риме «Второе Житие» Франциска, Фомы Челанского, оставшееся неизвестным болландистам и написанное по тому же поводу, как и легенда трёх товарищей. Составленное под влиянием изменившегося настроения в ордене, «Второе Житие» представляет и самого Франциска в другом освещении, приближающем его к идеалу строгих последователей его; об Илье вовсе не упоминается, но деятельность его косвенно предаётся осуждению. Автор пользуется легендой трёх товарищей. Что касается до последней, то Сабатье ещё в 1894 г. обратил внимание на то, что она дошла до нас не целиком: указанный в начале план не исполнен. Догадка Сабатье побудила двух францисканцев, Марчеллино да Чивецца и Теофило Доминикелло, разыскивать недостающие части, — и они нашли их в итальянской рукописи 1557 года (напечатана в 1856 году), оригинал которой восходит, судя по языку, к XIV в. На основании их изысканий и работ Сабатье установлено, что латинский подлинник рукописи заключал в себе важнейший первоисточник, а именно легенду трёх товарищей в полном объёме, то есть, кроме 18 глав официального издания, ещё 61 главу, устранённую духом партии («La Leggenda di S. Fr.», Рим, 1899). Но главная критическая заслуга Сабатье заключается в воспроизведении (реконструкции) древнейшего, забытого жития Франциска.
Самым близким к Франциску человеком, его «овечкой», был брат Леон; он принимал участие в составлении легенды трёх товарищей, но, помимо того, сохранились известия о существовании особого жития Франциска, написанного Леоном; у авторов конца XIII в., принадлежавших к строгой партии, встречаются цитаты из него. Разложив одну из позднейших компиляций — «Speculum Vitae etc.» — на её составные части и указав их происхождение, Сабатье выделил из неё цельное житие в 118 глав и признал его за утраченное житие брата Леона, написанное им, по предположению Сабатье, тотчас после смерти Франциска, чтобы противопоставить господствовавшей партии, уклонившейся от идеала, настоящий образ учителя. Это предположение, нашедшее себе не только противников среди французских учёных, но и многих приверженцев, может совершенно изменить оценку первоисточников и повлиять на историю Франциска и даже на изображение его в дальнейших изданиях книги Сабатье.
Житие Леона, с пространным введением и критическими исследованиями, издано Сабатье в 1898 году, под заглавием: «Speculum Perfectionis s. S. Fr. Ass Legenda Antiquissima auctore Fr. Leone». По-русски о Франциске, кроме перевода Гаусрата.
В статье П. М. Бицилли к 700-летию со дня смерти Франциска Ассизского историк заключал: «Культура новой Европы - это культура Возрождения. А Возрождение в “свернутом виде” уже дано в личности св. Франциска Ассизского».

## Сочинения

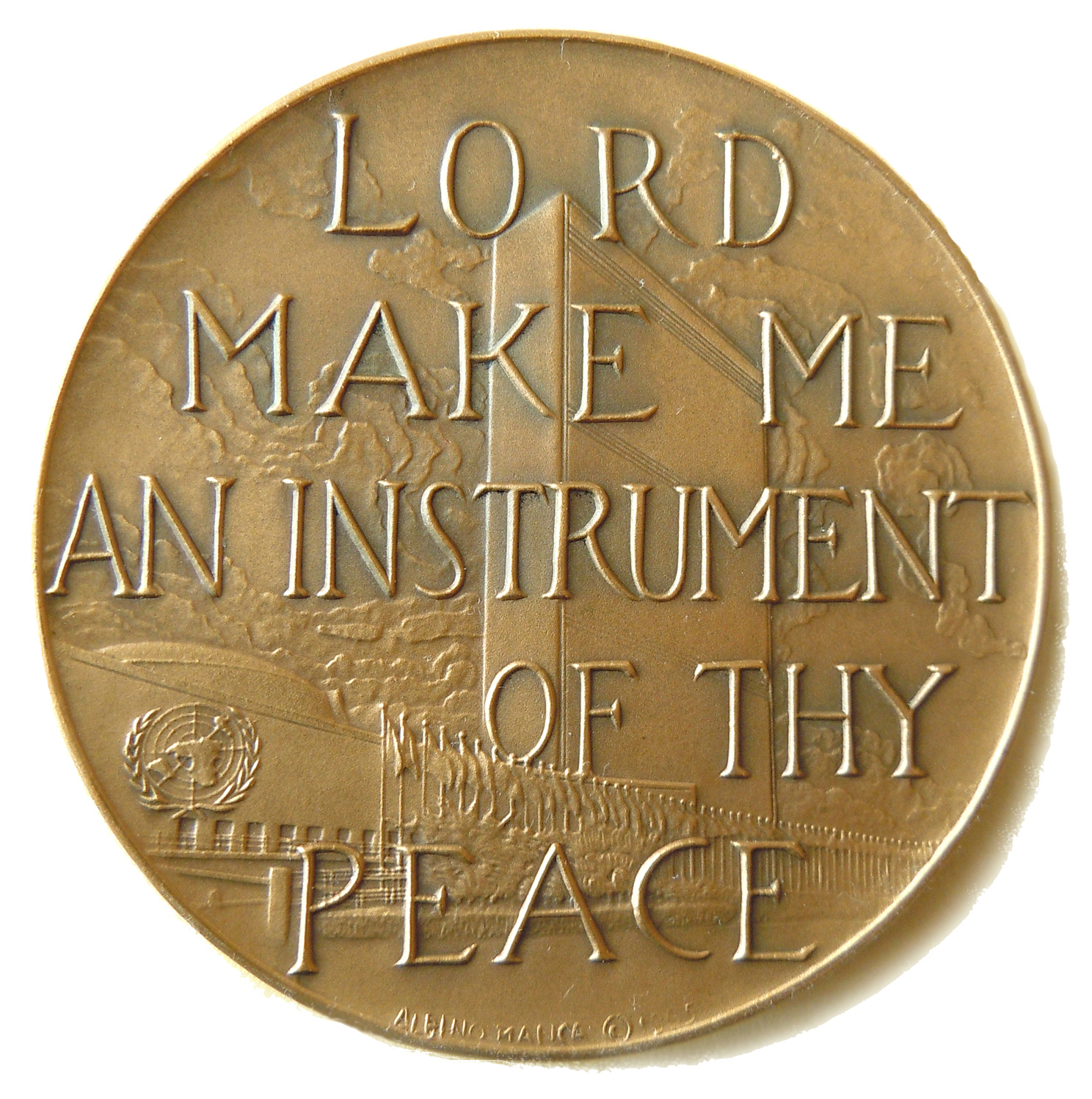
Слова молитвы Святого Франциска Ассизского:
«Господи, удостой меня
быть орудием Мира Твоего».
Памятная медаль. 1965 год.
Скульптор Альбино Манка

Среди сохранившихся текстов Франциска молитвы, канонические правила, увещания братии и небольшая эпистолярия. Уникальное место в наследии занимает сочинённая им на смертном одре (1224 или 1225) «Песнь о Солнце» (в жанре лауды), славословие Господу и всем Его творениям, прежде всего, Брату Солнцу (frate sole) и Сестре Луне (sora luna), а также Брату Ветру (frate vento), Сестре Воде (sor' aqua), Брату Огню (frate focu), Матери Земли (matre terra), а под конец даже Сестре Смерти (sora morte). Написанная ритмической прозой на умбрийском диалекте «Песнь о Солнце» Франциска ныне считается первым в мире памятником специфически итальянской литературы.

## Внешность Святого Франциска
Наиболее раннее и самое подробное описание внешности Святого сохранилось в Первом житии Фомы Челанского (дата составления — 1229 год, то есть через три года после смерти Франциска, когда его образ ещё хорошо сохранялся в памяти современников):

«Человек красноречивейший, с улыбкой на устах, с ласковым взглядом, не ведающий лени, избавленный от прихотей. Он был среднего роста, скорее даже невысок, голова тоже была умеренной величины, округла, лицо слегка вытянутое и длинное, лоб гладкий и небольшой, глаза небольшие, чёрные и чистые, волосы тёмные, брови прямые, нос ровный, прямой и изящный, уши приподнятые, но небольшие, виски впалые, кроткий язык, огненный и отточенный, голос мощный и сладостный, ясный и звучный, зубы ровные, белые, плотным рядом, губы небольшие и тонко очерченные, бородка чёрная, не густо заросшая волосом, шея тонкая, плечи прямые, руки короткие, кисти нежные, пальцы длинные, ногти вытянутые, лодыжки узкие, ноги небольшие, кожа почти прозрачная, тело иссохшее, одежда жёсткая, сон наикратчайший, рука ко всем щедрая». (XXIX, 83)
В целом, оно соответствует и наиболее раннему живописному изображению внешности Святого на фреске монастыря св. Бенедикта в Субиако (вероятно, сделанному ещё при жизни Франциска).
Позднее, авторы житий исходили именно из этих двух изображений, дополняя к ним только детали. Исключением является Большая легенда Святого Бонавентуры (1263 год), детально рисующая стигматы Святого Франциска:

«И на руках его, и на ногах начали проступать следы словно от гвоздей… Казалось, что и руки его, и стопы в самой середине были насквозь пронзены гвоздями, так что след от шляпки гвоздя показался на внутренней стороне рук и на внешней стороне стоп, а острие словно вышло с обратной стороны, поскольку след от шляпки гвоздя был чёрным и округлым, а от острия — вытянутым и вывороченным, как если бы в этом месте натянулась, поднялась и прорвалась плоть, а вокруг плоть отступила и впала.
На правом его боку, словно пробитый копьем, вздулся багровый рубец, из которого с тех пор часто сочилась святая кровь, орошая тунику его и штаны».
Существовало несколько легендарных рассказов, основанных на внешности Святого.
Второе житие Фомы Челанского (1246-1247 годы) приводит отзыв самого Святого о своей внешности:

«Он [Святой Франциск] увидел маленькую чёрную курицу, похожую на домашнего голубя, лапки её были покрыты перьями…
„Курица — это я, невысокий ростом и со смуглым лицом…“» (XVI, 24)
«Цветочки Святого Франциска Ассизского» (начало составления — около 1257 года, наиболее ранние сохранившиеся списки относятся к 90-м годам XIV века) передают отношение современников к внешности святого:

«Прибыв в некий город и будучи весьма голодны, они [Святой Франциск и его ученик брат Массео], как предписывает Устав, стали просить хлеба ради любви к Богу. Святой Франциск шёл по одной улице, а Брат Массео — по другой. Святой Франциск, будучи невысокого роста и заурядной внешности, не привлекал к себе большого внимания и собрал только несколько кусочков чёрствого хлеба, а Брат Массео, высокий и красивый, получил множество больших кусков хлеба и даже несколько целых хлебов».
Будущий архидиакон далматинского г. Сплита Фома в своей «Истории архиепископов Салоны и Сплита» рассказывает:

«В том же году [1222 г.] в день Успения Богородицы, когда я учился в Болонье, я видел святого Франциска, проповедующего на площади перед общественным дворцом, куда собрался почти весь город. Темой его беседы были ангелы, люди, демоны. Он так хорошо и понятно проповедовал об этих трёх видах разумных духов, что многие присутствовавшие учёные люди были немало удивлены речью профана; сам же он оставался в образе не проповедника, а, так сказать, оратора в народном собрании. Ведь вся суть его слов была направлена на искоренение вражды и на восстановление мирных отношений. Одежда его была грязной, внешность его вызывала презрение, лицо некрасиво. Однако Бог сообщил его словам такую действенную силу, что многие знатные роды, между которыми бушевала чудовищная буря застарелой вражды, обильно политая кровью, пришли к примирению. Его так почитали и благоговели перед ним, что мужчины и женщины толпами устремлялись к нему, стараясь хотя бы прикоснуться к его лохмотьям или обрести хоть маленький их клочок».

## Память
В честь итальянского святого Франциска Ассизского названы:
- крупная река Сан-Франсиску  на северо-западе Бразилии;
- Санта-Фе (1610; «Королевский город Святой Веры святого Франциска Ассизского»), административный центр штата Нью-Мексико (США);
- крупный город Сан-Франциско (1776; Калифорния, США).

В честь святого взял себе тронное имя папа римский Франциск, избранный 13 марта 2013 года.
Изображение святого используется итальянской мафией для принесения клятвы верности.

### День святого Франциска
Является неподвижным праздником по календарю святых католической церкви. Празднуется 4 октября как День защиты животных.
Упоминается в Inter gravissimas.

### В музыке
- XIX век
  - Пьеса «Святой Франциск Ассизский: Проповедь птицам» (1863) венгерского композитора Ференца Листа.
- XX век
  - Четыре сочинения Святого Франциска были положены на музыку (1948) французским композитором Франсисом Пуленком. Музыкальное произведение для мужского хора «a capelle» носит название «Четыре маленькие молитвы Святого Франциска Ассизского».
  - Опера «Святой Франциск Ассизский» (фр. Saint François d'Assise) французского композитора Оливье Мессиана, мировая премьера которой состоялась 28 ноября 1983 года.
  - Месса (1981—1994) композитора Виктора Копытько, премьера 30 сентября 1994 года в нью-йоркском Храме Доброго Пастыря (The Church of the Good Shepherd) в исполнении Русского камерного хора Нью-Йорка под управлением Н. Качанова.

### В музыкальном театре
- 1938 — «Достославнейшее видение», балет в постановке Л. Ф. Мясина на музыку П. Хиндемита и в оформлении П. Ф. Челищева.

### Киновоплощения
- «Франциск, менестрель Божий» (1950) режиссёра Роберто Росселлини. В роли Назарио Джерарди.
- «Франциск Ассизский» (англ. Francis of Assisi; 1961) режиссёра Майкла Кёртиса; в роли Брэдфорд Диллман.
- «Котолэй» (Cotolay; 1966) по легенде XIII века об основании монастыря Святого Франциска в Сантьяго в Испании режиссёра Хосе Антонио Ниевес Конде; в роли Франциска — актёр Висенте Парра.
- «Брат Солнце, сестра Луна» (1972) режиссёра Франко Дзеффирелли. В роли Грэм Фолкнер.
- «Франциск» (1989) режиссёра Лилианы Кавани; в роли Микки Рурк.
- Телевизионный фильм «Франческо» (2002) итальянского режиссёра Микеле Соави; в роли Рауль Бова.